# Joanna z Clermont
Joanna z Clermont (ur. 1219, zm. 14 stycznia 1252) – francuska szlachcianka, dziedziczka Clermont, pani Montjay.

## Życiorys
Joanna była córką Filipa Hurepela, syna króla Francji Filipa II Augusta i hrabiny Boulogne Matyldy II. W źródłach pojawia się po raz pierwszy w dokumencie wydanym przez matkę w 1236. Chociaż od momentu śmierci ojca (1234) nosiła formalnie tytuły hrabiny Clermont i Aumale, nigdy nie użyła ich w dokumentach. W listopadzie 1251 podarowała swojemu kuzynowi hrabiemu Dammartin Mateuszowi las Hez. 28 grudnia 1251, będąc już na łożu śmierci, dokonała donacji na rzecz kościoła w Beauvais. Zmarła 14 stycznia 1252, choć niektóre źródła podają, że miała umrzeć jeszcze w 1251.

## Rodzina
W grudniu 1236 została zaręczona z Walterem z Châtillon. Data ślubu pary nie jest znana, ale na pewno miał on miejsce przed 1241. Małżeństwo było bezdzietne.